# Attaque du 11 octobre 2019 à Manchester
L'attaque du 11 octobre 2019 à Manchester est une attaque terroriste au couteau ayant eu lieu dans le centre commercial de Manchester Arndale situé à Manchester au Royaume-Uni et ayant fait 4 blessés.

## Déroulement
Un homme d'une quarantaine d'années a attaqué des personnes au hasard dans le centre commercial de Manchester Arndale et a blessé 3 personnes avec son couteau. Il est ensuite maîtrisé par les policiers à l'aide de taser et grâce à l'aide d'une employée du centre commercial.

## Bilan
Contrairement au premier bilan qui faisait état de 5 blessés, l'attaque a fait 4 blessés dont 3 victimes des coups de couteau. Une femme de 19 ans et une autre femme de 33 ans ainsi qu'un homme de 59 ans ont été conduits à l'hôpital après avoir reçu des coups de couteau. La quatrième victime, une femme de 43 ans, a été très choquée et prise en charge par les médecins.

## Enquête
La police antiterroriste s'est saisie de l'enquête.